# Membre de Montauger
Le membre de Montauger fait partie du prieuré hospitalier de Saint-Jean en l'Île-lez-Corbeil du grand prieuré de France de la langue du même nom.

## Origine
L'ordre de Cluny était propriétaire du domaine quand les Hospitaliers de l'ordre de Saint-Jean de Jérusalem le rachetèrent au commencement du XIIIe siècle. Il s'agit d'une maison, d'une chapelle avec une trentaine d'arpents de terre.

## Histoire
Dès le rachat est fait, Bauduin de Corbeil fait un procès aux Hospitaliers à qui il prétendait avoir la haute et basse justice sur la maison et les terres. Une transaction à lieu en 1210 et Bauduin abandonna ses prétentions contre 39 livres parisis et un muid de froment,.
En 1222, un autre différent éclate entre les Hospitaliers et les religieux du couvent du Fossé pour la perception des dimes des moines de la charité. Les religieux abandonnent leur demande contre une double pièce de vin des vignes de Montauger,.
Le pays et le membre de Montauger sont complètement ravagés par les guerres du XVe siècle. À Montauger, les vignes sont arrachés, les maisons inhabitables et la chapelle détruite avec un seul habitant du membre de Montauger, le responsable de l'Hôpital,.
Les hospitaliers, à leurs habitudes, la destruction du membre entraine sa mise à cens ou à rente perpétuelle plutôt que de dépenser pour sa reconstruction. Ils mettent donc à rente, en 1487, le membre de Montauger qui comprenait plus de 100 Arpents à Pierre Versoris, avocat au parlement de Paris, contre une rente annuelle de 12 écus. Puis à Balthazad Chasu, seigneur de La Papotière, en 1613, et à Lazare Pena, écuyer, seigneur de Moustiers, en 1640.

## Sources
- Eugène Mannier, Les commanderies du grand prieuré de France d'après les documents inédits conservés aux archives nationales à Paris, Paris, 1872 (lire en ligne)